# Robin Hood (muzikál)
Robin Hood je původní český muzikál autorské dvojice Gabriela Osvaldová a Ondřej Soukup. Premiéra proběhla dne 1. září 2010 v pražském divadle Kalich. Na obsazení hlavních rolí byla vytvořena reality show s názvem Robin Hood – Cesta ke slávě, která se vysílala na televizní stanici Prima a navíc umožňovala nahlédnout do zákulisí příprav muzikálu .

## Tvůrci
- Texty písní: Gabriela Osvaldová
- Hudba: Ondřej Soukup
- Režie: Ján Ďurovčík
- Libreto: Gabriela Osvaldová, Miroslav D. Mirčev
- Choreografie: Ján Ďurovčík
- Producent: Michal Kocourek
- Scéna: Martin Černý

## Obsazení
Role jsou alternovány.
- Robin: Jan Kříž, Tomáš Savka, Václav Noid Bárta [4], Ján Jackuliak
- Mariana: Lucia Šoralová, Martina Bártová, Nela Pocisková, Michaela Tomešová[5]
- Šerif z Nottinghamu: Martin Pošta, Kamil Střihavka, Zdeněk Podhůrský
- Čarodějnice: Leona Machálková, Radka Pavlovčinová
- Herne/Biskup z Nottinghamu: Petr Opava, Petr Dopita
- Malý John: Jiří Zonyga, Petr Opava
- Guy z Gisburnu/Hluchý skřet: Zdeněk Podhůrský, Antonín Moravec
- Kitty: Alžbeta Stanková, Michaela Tomešová, Marie Křížová
- Asiat: Jan Karásek, Bedřich Lévi
- Mnich Tuck: Michal Pleskot, Henrich Šiška
- Much: Viktor Polášek, Petr Novotný
- Will Scarlet: Lukáš Kantor, Filip Gröger
- Sam–Zajíc: Eric Fiala, Jiří Maršal, Kristián Pokorný
- Slepý skřet: Richard Tesařík, Ivan Vodochodský, Petr Pečený
- Andrew/Richard Lví srdce: Petr Šudoma, Oldřich Smysl
- Jack: Petr Kolář, Vojtěch Vlasák
- Tanečnice: Daniela Lebedová, Anna Dvořáková[nepřesný odkaz], Zuzana Heréniyová, Zuzana Pokorná, Linda Huňáčková, Linda Hloušková